# Ильинская волость (Псковская область)
Ильинская волость — упразднённая административно-территориальная единица 3-го уровня и бывшее муниципальное образование со статусом сельского поселения в Красногородском районе Псковской области России.
Административный центр — деревня Ильинское.

## География

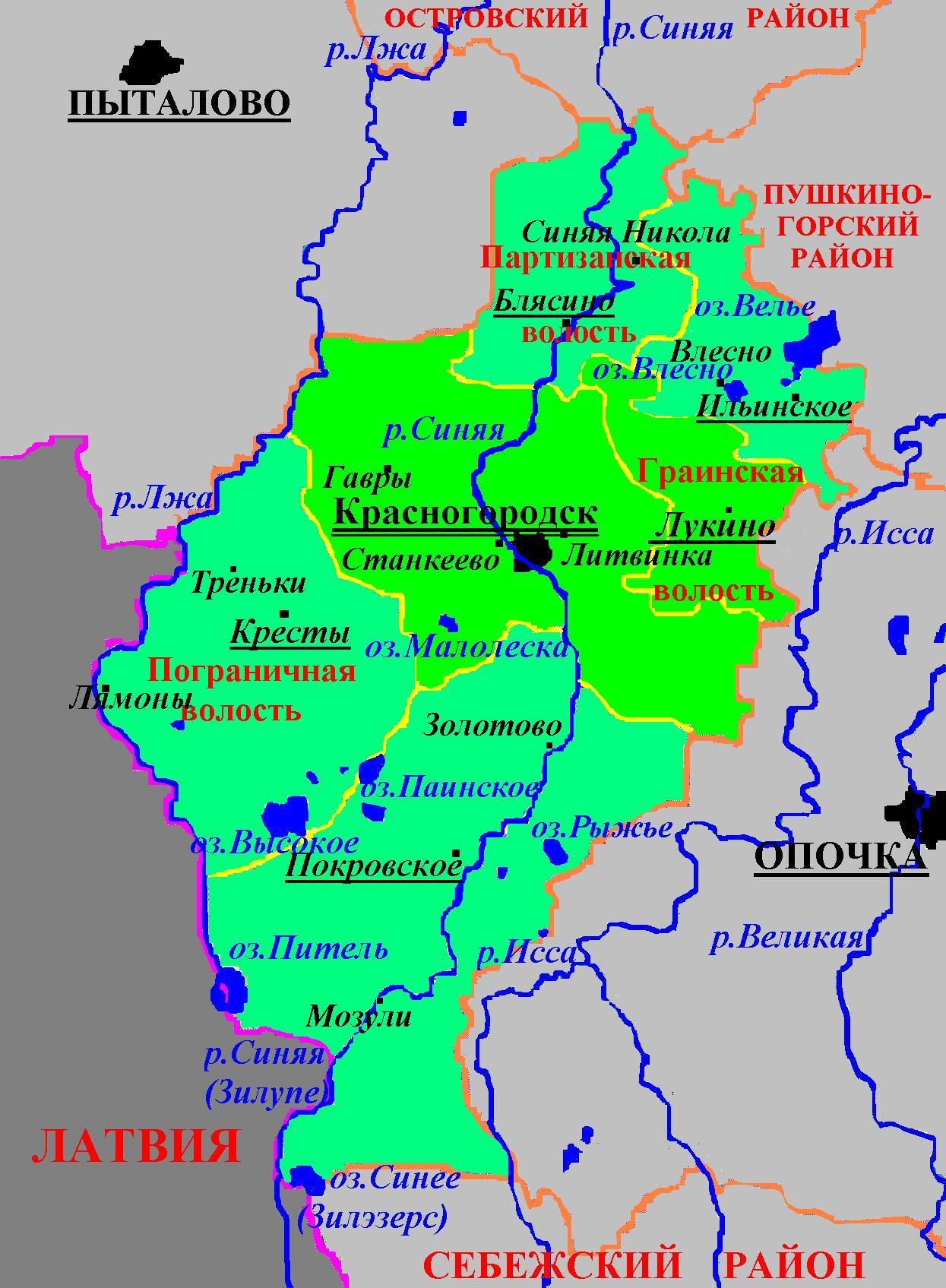
Административное деление Красногородского района в 2005—2010 гг.

Территория волости граничила на западе с Партизанской, на юге — с Граинской волостью Красногородского района, на востоке — с Пушкиногорским районом, на юго-востоке — с Опочецким районом Псковской области.

## История
Постановлением Псковского областного Собрания депутатов от 26 января 1995 года все сельсоветы в Псковской области были переименованы в волости, в том числе Ильинский сельсовет был превращён в Ильинскую волость с центром в деревне Ильинское.
Законом Псковской области от 28 февраля 2005 года в границах волости было также создано муниципальное образование Ильинская волость со статусом сельского поселения с 1 января 2006 года в составе муниципального образования Красногородский район со статусом муниципального района.
На референдуме 11 октября 2009 год было поддержано объединение Ильинской и Партизанской волостей. Законом Псковской области от 3 июня 2010 года Ильинская волость была упразднена, а её территория 1 июля 2010 года включена в состав Партизанской волости.

## Население
Численность населения Ильинской волости по переписи населения 2002 года составила 556 жителей.

## Населённые пункты
В состав Ильинской волости входило 30 деревень: 
| №  | Населённый пункт | Тип     | Население 2002 г. |
| -- | ---------------- | ------- | ----------------- |
| 1  | Авдоши           | деревня | ↘1                |
| 2  | Астахново        | деревня | ↘0                |
| 3  | Бабинкино        | деревня | ↗13               |
| 4  | Бараново         | деревня | →0                |
| 5  | Борисово         | деревня | ↘0                |
| 6  | Бухарица         | деревня | ↘2                |
| 7  | Влесно           | деревня | ↘92               |
| 8  | Войтехи          | деревня | ↘0                |
| 9  | Десяцкие         | деревня | →0                |
| 10 | Друи             | деревня | →0                |
| 11 | Зуево            | деревня | ↘3                |
| 12 | Ильинское        | деревня | ↘201              |
| 13 | Килино           | деревня | →0                |
| 14 | Клюки            | деревня | →1                |
| 15 | Кривошляпы       | деревня | →7                |
| 16 | Кузнецы          | деревня | ↘2                |
| 17 | Кумордино        | деревня | ↘3                |
| 18 | Лутково          | деревня | ↘0                |
| 19 | Лямоны           | деревня | ↘0                |
| 20 | Мышенково        | деревня | →0                |
| 21 | Новолок          | деревня | ↘16               |
| 22 | Оборино          | деревня | ↘5                |
| 23 | Остропяты        | деревня | →8                |
| 24 | Петрухново       | деревня | →0                |
| 25 | Поварово         | деревня | →0                |
| 26 | Рыбаки           | деревня | ↗15               |
| 27 | Саутки           | деревня | →1                |
| 28 | Сафоново         | деревня | ↘2                |
| 29 | Синицы           | деревня | ↘0                |
| 30 | Смехино          | деревня | ↘0                |